# 羽ノ浦駅
羽ノ浦駅（はのうらえき）は、徳島県阿南市羽ノ浦町宮倉羽ノ浦居内にある四国旅客鉄道（JR四国）牟岐線の駅。駅番号はM09。
1961年3月31日までは牟岐線貨物支線（古庄支線）が分岐していた。

## 概要
元は羽ノ浦町（その後合併して阿南市に）の玄関口として設けられた。
周囲は住宅街や商店街がある。徳島県立富岡東高等学校羽ノ浦校（旧・徳島県立富岡東高等学校羽ノ浦分校）の最寄駅で、高校生の利用が多い。

## 歴史
- 1916年（大正5年）12月15日：阿南鉄道の駅として開業[1]。
- 1936年（昭和11年）
  - 3月27日：国鉄牟岐線当駅 - 桑野駅間が開業し、阿南鉄道と国鉄の接続駅となる。
  - 7月1日：阿南鉄道を国有化[1]。国鉄の駅に一本化される。当駅 - 古庄駅間旅客営業を廃止[2]。
- 1961年（昭和36年）4月1日：牟岐線貨物支線（古庄支線）当駅 - 古庄駅間廃止[2]。
- 1973年（昭和48年）10月1日：貨物取扱廃止[1]。
- 1984年（昭和59年）2月1日：荷物扱い廃止[1]。
- 1987年（昭和62年）4月1日：国鉄分割民営化によりJR四国の駅となる[1]。
- 1994年（平成6年）3月1日：土日は無人駅となる[3]。
- 2019年（令和元年）10月：平日の営業時間が短縮され、土休日が休みとなる[4]。
- 2024年（令和6年）3月16日：終日無人化[5][6]。
- 2025年（令和7年）2月5日：ホーム上のベンチを撤去。

## 駅構造
島式ホーム1面2線を持つ地上駅で、駅舎とホームは構内踏切で連絡する。留置側線がある。木造駅舎を有する。
無人駅である（阿南駅管轄）。傾斜式自動券売機が1台ある。改札内外に汲み取り式トイレがある。ごみ箱は駅無人化に伴い撤去された。かつてはキヨスクもあった。
2024年3月15日までの有人駅時代はJR四国契約社員による直営駅であった。

### のりば
| のりば | 路線    | 方向 | 行先           |
| ------ | ------- | ---- | -------------- |
| 1      | ■牟岐線 | 下り | 阿南・牟岐方面 |
| 2      | ■牟岐線 | 上り | 徳島・高松方面 |

## 利用状況
1日平均乗車人員は下記の通り。
| - 1,125人（1995年度） - 1,076人（1996年度） - 969人（1997年度） - 937人（1998年度） - 960人（1999年度） - 968人（2000年度） - 933人（2001年度） - 857人（2002年度） - 806人（2003年度） - 770人（2004年度） | - 768人（2005年度） - 786人（2006年度） - 798人（2007年度） - 777人（2008年度） - 751人（2009年度） - 745人（2010年度） - 727人（2011年度） - 754人（2012年度） - 795人（2013年度） - 793人（2014年度） |

## 駅周辺
公共施設
- 阿南警察署羽ノ浦町交番
- 阿南市役所羽ノ浦支所
- 阿南市立羽ノ浦公民館
- 阿南市情報文化センター
- 阿南市立羽ノ浦図書館
- 阿南市羽ノ浦スポーツセンター

教育施設
- 阿南市立羽ノ浦くるみ保育所
- 阿南市立羽ノ浦小学校
- 阿南市立羽ノ浦中学校
- 徳島県立富岡東高等学校羽ノ浦校

郵便局
- 中庄郵便局
- 羽ノ浦郵便局
- 春日野郵便局

金融機関
- 四国銀行羽ノ浦支店
- 徳島大正銀行羽ノ浦団地支店
- 阿波銀行羽ノ浦支店
- 阿南信用金庫羽ノ浦支店
- 東とくしま農業協同組合羽ノ浦出張所

商業施設
- デイリーマート羽ノ浦店
- DCM羽ノ浦店
- キョーエイ羽ノ浦店

道路

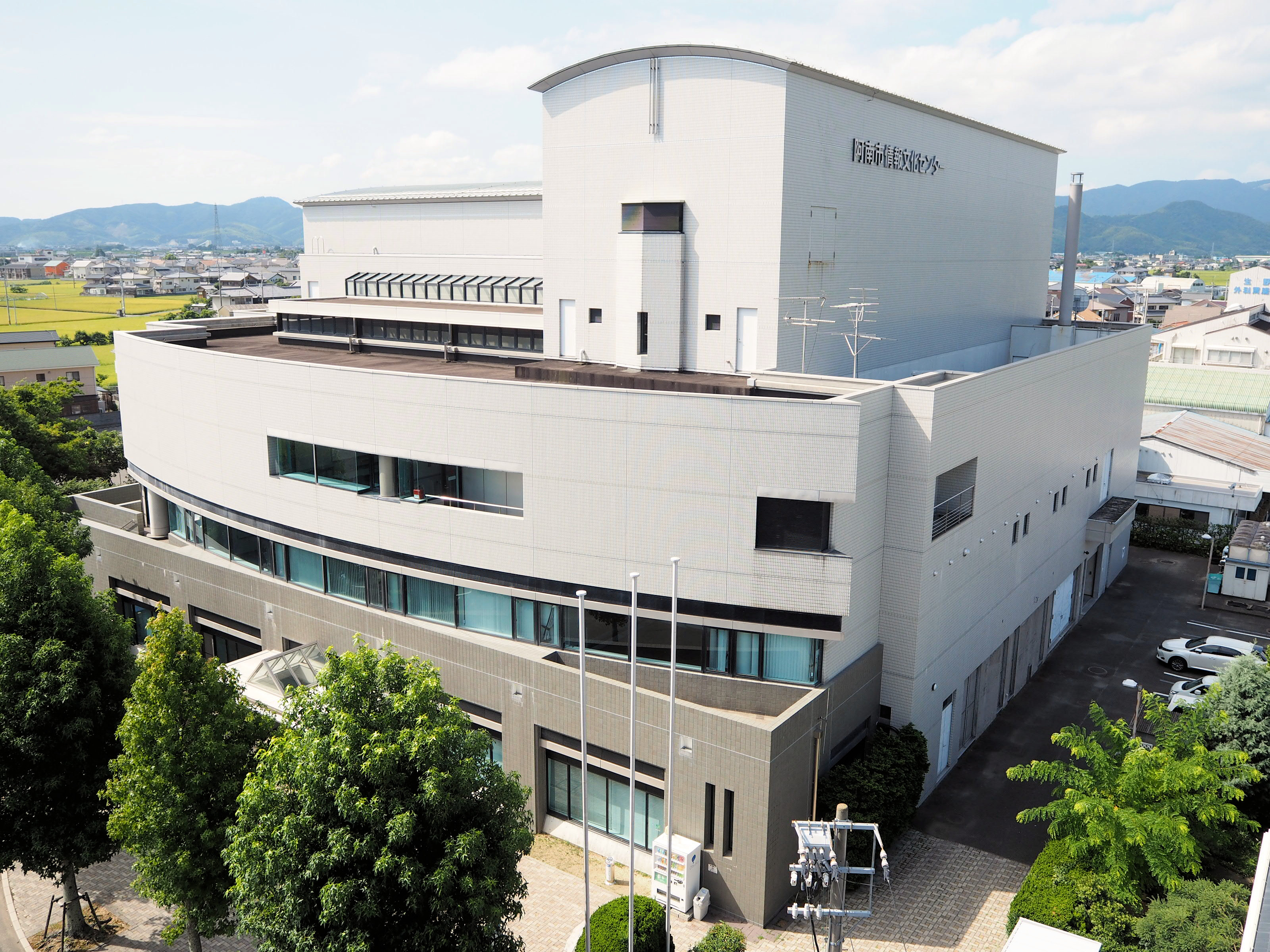
阿南市情報文化センター

- 徳島県道130号大林津乃峰線（旧国道55号）
- 徳島県道172号羽ノ浦停車場線
- 徳島県道274号坂野羽ノ浦線
- 徳島県道276号勝浦羽ノ浦線

## バス路線
付近にバス停が2ヵ所あるため、まとめて解説する。
「羽ノ浦役場前」停留所（当駅より約300ｍ）
- 徳島バス
  - 阿南循環線（ナカちゃん号）

※徳島県道274号線沿い。「西回り」と「東回り」を運行。
「羽ノ浦南」停留所（当駅より約650ｍ）
- 徳島バス
  - 橘線

※徳島県道130号線沿い。

## 隣の駅
四国旅客鉄道（JR四国）
■牟岐線
- 臨時特急「やくおうじ」停車駅

■普通
立江駅 (M08) - 羽ノ浦駅 (M09) - 西原駅 (M10)

### かつて存在した路線
日本国有鉄道（国鉄）

牟岐線貨物支線（古庄支線）
羽ノ浦駅 - 古庄駅